# Załuczne

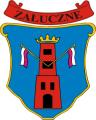
Nieoficjalny herb wsi Załuczne

Załuczne – wieś w Polsce, położona w województwie małopolskim, w powiecie nowotarskim, w gminie Czarny Dunajec.
| części wsi | Babice, Bielańscy, Biernaty, Czyżowa, Jacki. Jasienie, Kocańdy, Lenarty, Łopaty, Maślnice, Motycy, Niedźwiedzie, Piotry, Szepty. Szymusiaki, Tylkowa, Wrony |

W latach 1975–1998 wieś administracyjnie należała do województwa nowosądeckiego.
Załuczne znajduje się na granicy dwóch regionów geograficznych: Beskidu Orawsko-Podhalańskiego i Kotliny Orawsko-Nowotarskiej.
Załuczne to najdalej wysunięta na zachód wieś podhalańska. Powstała samorzutnie między 1596 a 1604 rokiem z polany wykarczowanej w lasach długopolskich, na samej granicy z Królestwem Węgierskim. Przybyli tu osadnicy z sąsiedniego Odrowąża, Czarnego Dunajca, a także z „państwa jordanowskiego” i Orawy. Wieś została zorganizowana na zasadach prawa magdeburskiego. Nazwę wsi można tłumaczyć dwojako. Prawdopodobne jest wywodzenie jej od miejsca położonego „za łukiem”, czyli za zakrętem. Istotnie, pierwsi osadnicy, którzy przybywali na te tereny, musieli pokonać spory zakręt drogi za Odrowążem. Ów charakterystyczny zakręt pozostał zresztą do dziś. Znane również jest tu podanie o strażnicy z załogą łuczników, którzy bronili w tym miejscu granicy Rzeczypospolitej. Od wieży strażniczej wywodzi się późniejsze godło herbowe wsi.
Pierwsza wzmianka o wsi zapisana została w księgach tzw. Castra Sandeciensis pod datą 1605 oraz w dokumencie erekcyjnym parafii rzymskokatolickiej pod wezwaniem Trójcy Świętej w Czarnym Dunajcu z początku października tegoż roku. W 1608 roku przybył na wizytację nowej parafii archidiakon sądecki ks. Jan Januszewski, który dla potrzeb podatkowych zebrał wszystkich parafian i spisał ich nazwiska. W Załucznem byli to: Biela, Kocańda, Świętek, Harbut, Popołka, Węsyk, Cieśla, Woytaszek, Stecz, Niedźwiedź, Świentek. W roku 1676 przeprowadzony został w królewszczyznach spis mieszkańców, który w Załucznem wykazał 31 rodzin. Nie ominęły mieszkańców wsi dziejowe burze. Tutejsi chłopi w pierwszej połowie XVII wieku zbuntowali się przeciwko dodatkowym powinnościom na rzecz starosty nowotarskiego Mikołaja Komorowskiego. W 1651 roku brali udział w buncie nazwanym „powstaniem Kostki Napierskiego”. W latach „potopu” tutejsze okolice zostały najechane przez Szwedów i Węgrów. Rabowali oni głównie bydło.
W okresie zaborów Załuczne weszło w skład prowincji nazwanej Królestwem Galicji i Lodomerii. Czasy I wojny światowej rzuciły wielu Załucznian, będących żołnierzami armii austro-węgierskiej, do Besarabii i Włoch. Także w Legionach Polskich między liczną rzeszą Podhalan, zasilających głównie I i III Brygadę, znaleźli się ochotnicy z Załucznego. W trakcie walk bohaterską śmiercią poległ Witalis Czepiel i Jan Łopata. II wojna światowa spowodowała również wiele strat i ofiar, a pierwsze lata powojenne przyniosły niespotykane dotąd w dziejach Załucznego rozproszenie mieszkańców, którzy oprócz Stanów Zjednoczonych i Kanady znaleźli się w Australii, Nowej Zelandii i Niemczech. Dopiero na początku lat 70. XX w., wraz z budową drogi i elektryfikacją wsi, Załuczne zaczęło przeżywać odrodzenie.